# 하킴 올라주원
하킴 압둘 올라주원(영어: Hakeem Abdul Olajuwon, 1963년 1월 21일 ~ )은 나이지리아 출신의 미국의 농구 선수로 NBA 리그 통산 3,830개의 블록슛을 기록하였다.
1981년부터 1984년까지 휴스턴 대학교 농구팀 소속으로 스타 선수로 알려졌다.  1984년 NBA 신인 드래프트에서 휴스턴 로키츠의 1라운드 전체 1순위 지명을 받고 입단했고, 16년 동안 활약하였다. 1993년 ~ 1994년 시즌과 1994년 ~ 1995년 시즌에서 휴스턴 로키츠를 우승으로 이끌었다. 1993년 ~ 1994년 시즌 동안에는 처음으로 "올해의 MVP", "올해의 수비수 상"을 수상하고, 동년 플레이오프 결승전에서는 MVP로 지명되었다.
1996년 하계 올림픽에서 드림 팀의 일원으로서 금메달을 획득하기도 하였다.
2001년 ~ 2002년 시즌에 로키츠는 그를 토론토 랩터스로 이적시켰다. 그 시즌 후 은퇴하였고, 2008년 네이스미스 농구 명예의 전당에 헌액되었다.

## 어린 시절
나이지리아 라고스에서 중류 집안이자 시멘트 사업을 하는 살림과 아비크 부부의 여섯 자녀 중 셋째로 태어났다. '올라주원'은 요루바어로 '항상 정상에 있는'이란 뜻이었다. 어린 시절 축구 팀의 골키퍼로 활약하였는데 이는 훗날 농구를 하는 데 있어서 좋은 풋워크와 신체 조건에 비해 균형 있는 민첩성과 근력을 키우는 데 도움을 줬다.
올라주원은 15세의 나이에 농구를 시작하였다.  그의 고등학교 무슬림 교사 칼리지는 소코토에서 열린 나이지리아 전국 교사 스포츠 축제에서 농구 토너먼트에 들어갔으나 올라주원은 핸드볼 팀에 있었다.  동료 선수는 코치에게 접근하여 만약 올라주원이 팀을 위하여 할 수 있는지를 의문하였다.  허락은 인정되고 농구 슈퍼스타가 탄생하였다.

## 대학 경력

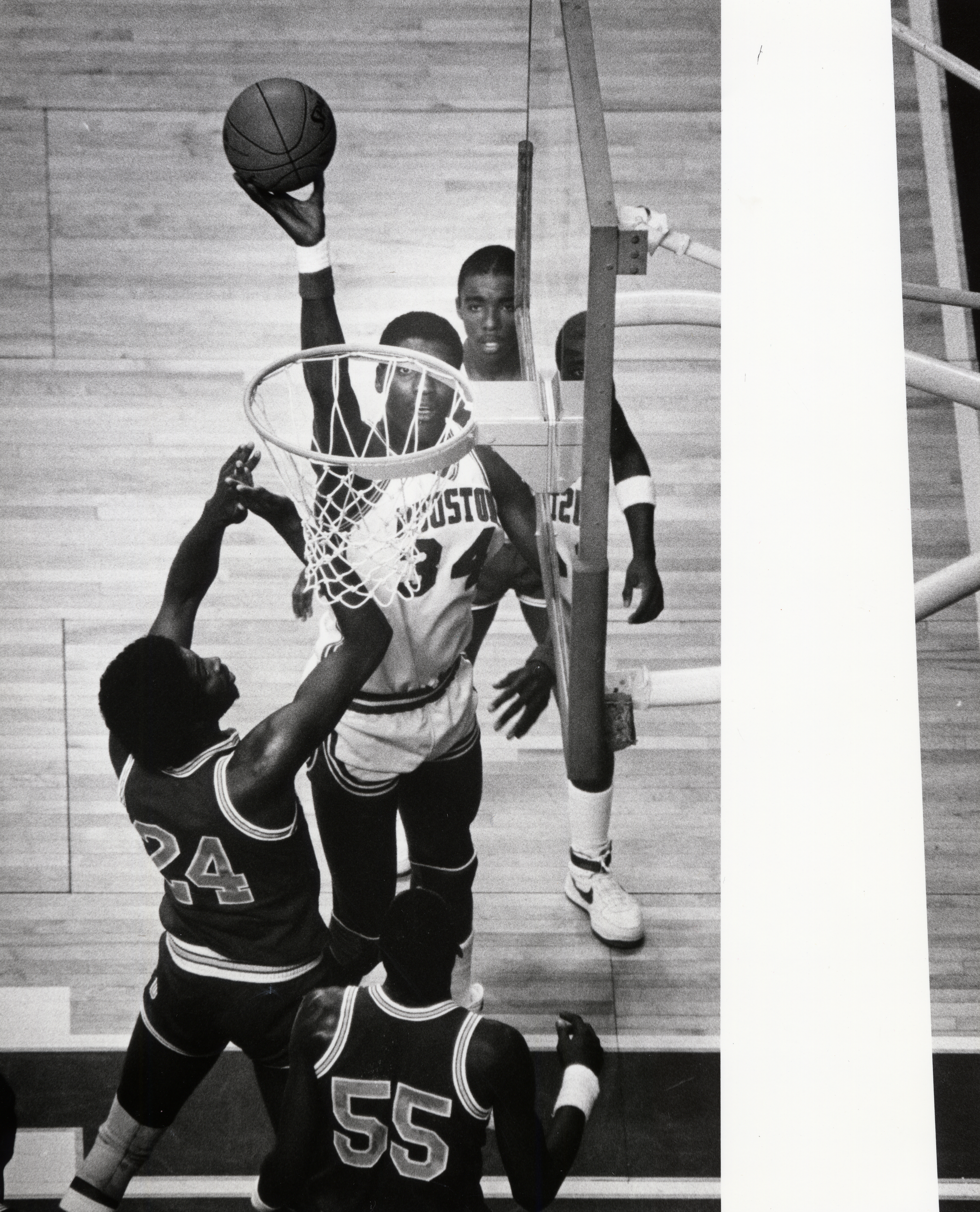
휴스턴 대학교 시절

2년 후 미국으로 떠나 하킴 압둘 올라주원이란 자신의 본명 아래 휴스턴 대학교에 수학하였다.  그는 NBA에 입단에 대비하여 자신의 중앙 이름에 관련을 떨어뜨리고, 1991년 3월 9일 정식적으로 자신의 첫 이름을 도입하였다.
자신이 스포츠 경력이 축구 골키퍼와 핸드볼 선수로 시작되었어도 그는 휴스턴 대학교에서 빠르게 지배적인 선수가 되었다.  그는 대학에서 3개의 시즌을 활약하여 각해에 쿠가스를 파이널 포로 밀어 넣는 도움을 주었다.
1982년 올라주원과 클라이드 드렉슬러는 NCAA 준결승전으로 이룬 휴스턴 쿠가스에 있었으나 제임스 워디와 마이클 조던이 이끄는 노스캐롤라이나 타힐스에게 68 대 63으로 패하였다.  다음 해 준결승전에서 자신들의 가장자리 위의 활약으로 알려진 쿠가스는 아마 가장 신나는 한쪽과 다른 한쪽을 잇고 야심적인 NCAA 파이널 포에서 동등적인 루이빌 팀을 94 대 81로 앞섰다.  하지만 노스캐롤라이나 주립 대학교에게 54 대 52로 패하고 말았다.
1983년 ~ 84년 시즌에서 올라주원은 16.8 포인트를 평균하고 리바운드 (한 경기에 13.5), 블록슛 (한 경기에 5.6)과 필드골 퍼센티지 (.675)에서 NCAA를 이끌었다. 그는 그 시즌에 퍼스트 팀 올 아메리카 선발 선수였으나 패트릭 유잉과 조지타운 호야스는 챔피언십 경기에서 올라주원의 쿠가스를 84 대 75로 꺾었다.

## NBA 경력

### 신인 선수 시절
드래프트 추첨 분배의 제도가 있기 1년 전 1984년 NBA 드래프트에서 첫 선발을 위하여 휴스턴 로키츠는 포틀랜드 트레일블레이저스와 동전의 회전을 이기고 로키츠는 올라주원을 선발하였다.  재능 있는 조던이 또한 유효하였어도 농구의 세상은 거의 올라주원이 최고에서 정확한 선발이었다고 생각하였다.
1년 일찍이 로키츠는 인디애나 페이서스와 동전의 회전을 이겨 프랜차이즈가 버지니아 대학교의 랠프 샘슨을 선발하는 데 허가하였다.  그러므로 동전의 변덕스러운 회전들은 2명의 예민한 거인 - 7 승 0 패의 올라주원과 7 승 4 패의 샘슨의 "트윈 타워스"를 창조하였다.
자신의 루키의 해에 올라주원은 필드로부터 .538을 슈팅하는 동안 20.6 포인트와 11.9 리바운드를 평균하여 "올해의 신인 선수 상" 비밀 투표에서 조던에게 밀려 2위를 하였다.  올라주원이 48 승 34 패의 절정에 도착하기 전 로키츠는 29 승 53 패의 기록에서 갔으나 그들은 1985년 NBA 플레이오프들의 첫 라운드에서 유타 재즈에 의하여 5개의 경기들에서 탈락되었다.
올라주원은 리바운드에서 리그 4위를 하고, 한 경기에 2.68의 블록슛에서 2위를 하였다.  그는 1985년 NBA 올스타 경기에서 활약하고 NBA 올루키 팀과 NBA 올디펜시브 세컨드 팀으로 임명되었다.  그와 샘슨은 1970년 윌트 체임벌린과 엘진 베일러 이래 두 선수가 20 포인트와 10 리바운드보다 더욱 나으게 평균하는 데 첫 동료 선수들이 되었다.

### 중반의 경력

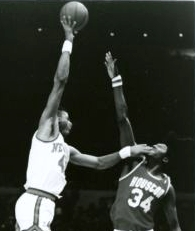
뉴욕 닉스의 조완 올드햄을 가드하는 올라주원 (1986년 ~ 87년 시즌에서)

다음 해 올라주원과 샘슨은 1986년 NBA 결승전으로 로키츠를 촉진하였다.  3개로 향하면서 그들은 서부 컨퍼런스 결승전에서 통치적 챔피언 로스앤젤레스 레이커스를 꺾었다.  시리즈의 최종적 3개의 경기들에서 올라주원은 로키츠를 이끄는 데 40, 35와 30 포인트를 득점하였다.  1981년과 1984년의 챔피언 보스턴 셀틱스가 래리 버드, 케빈 맥헤일과 로버트 패리시의 무서운 선두를 가져 6개의 경기들에서 로키츠를 꺾었다.
1986년 ~ 87년 시즌에서 샘슨은 부상을 당하기 시작하고 이어진 시즌에 그는 골든스테이트 워리어스로 이적되었다.  올라주원의 상연은 그가 경기의 정상 거구들 중의 하나로 개발하면서 단순하게 증가하였다.  올라주원은 득점, 리바운드, 스틸과 블록슛을 포함한 13개의 통계적 분류에서 로키츠를 이끌었다.  그는 올 NBA 퍼스트 팀 (1987년 ~ 89년)과 NBA 올디펜시브 퍼스트 팀 (1987년, 1988년과 1990년)으로 선발의 연발을 시작하고, 정렬에서 4년간 서부 컨퍼런스 올스타 (1987년 ~ 90년)를 위한 출발 센터였다.
이 동안 올라주원은 2개의 심각한 부상으로부터 돌아왔다.  그는 1990년 ~ 91년 시즌의 중반에 시카고 불스의 빌 카트라이트로부터 눈에 팔꿈치로 맞아 안구를 둘러싸는 뼈의 파열 골절을 겪어 로키츠의 다음 25개의 경기들을 놓치는 데 강요되었다.  1991년 ~ 92년 시즌에 그는 심이 섬유성 연축이 있던 후 시즌의 초반에 7개의 경연을 놓쳤다.
올라주원의 활약에 불구하고 1986년 NBA 결승전으로 팀의 여행 이래 평범으로 정착하여 1988년부터 1992년까지 플레이오프 시리즈를 우승하지 않았다.  그러나 1992년 ~ 93년 시즌의 시작에 자신의 경력을 통한 중반에 올라주원은 더욱 나아져 자신과 로키츠를 성공의 새로운 수준들로 데려갔다.
침체한 계약 협상들의 이유로 많은 이들은 1991년 ~ 92년 캠페인의 말기에 그가 로키츠를 위하여 자신의 마지막 경기를 활약한 줄 알았다.  그러나 로키츠의 시애틀 슈퍼소닉스를 상대로 1992년 ~ 93년 시즌의 첫 2개의 경기를 가진 일본으로 향하면서 올라주원과 로키츠의 소유자 찰리 토머스는 자신들의 다른 점들의 주름을 폈다.  다음 3개의 시즌들에서 그는 각각 26.1 포인트, 27.3 포인트와 27.8 포인트를 평균하였다.
올라주원의 1991년 ~ 92년 상연에 영향을 미친 계약의 말다툼이 일어난 것이 전혀 알려지지 않았으나 그해에 그는 자신의 경력에서 처음으로 올NBA 팀 혹은 NBA 올 디펜시브 팀으로 이루는 데 실패하였다.  그리고 그는 1992년 ~ 93년 시즌에서 확실히 소생을 경험하였다.  감독 루디 토먀노비치는 로키츠와 자신의 첫 완전한 시즌을 시작하여 올라주원의 에너지의 이용으로 방어를 설교하고 팀을 애원하였다.
1993년 4월 2일 시즌의 후기에 미국 시민권을 취득한 8년의 베테랑 선수는 그해를 통하여 단순하게 눈부시었다.  그는 4개의 시즌들에서 3번째로 블록슛에서 리그의 지도 선수로서 자신을 설립한 26.1 포인트, 13.0 리바운드와 4.17 블록을 평균하였다.  더욱 중요하게 그는 이전에 42 승 40 패로 끝낸 로키츠 팀을 55 승 27 패의 절정과 중서부 기비전 챔피언십으로 이끌었다.
시즌의 말기에 올라주원은 NBA의 MVP 상을 위한 투표에서 찰스 바클리에 밀려 2위를 하였다.  그는 또한 올 NBA 퍼스트 팀과 NBA 올디펜시브 퍼스트 팀에 자리들을 재생하는 동안 처음으로 "올해의 NBA 방어적 선수"로 임명되기도 하였다.

### 2회의 우승
새로운 올라주원은 경연이 그를 반영하고, 그 자신을 다시 봉납하는 데 자극한 경영과 함께 논쟁 후 전개되었다.  선수로서 그의 성숙과 그의 신뢰에서 팀의 지도력 선수, 공격적인 세력가와 방어적으로 신념이 있는 자로서 실행되었다.
로키츠가 1993년 서부 컨퍼런스 준결승전으로 진출할 때 변형이 명백하였다.  하지만 팀은 게리 페이턴과 젊고 폭발적인 숀 켐프가 이끄는 슈퍼소닉스를 상대로 연장전에서 103 대 100으로 완고한 7번째 경기를 패하였다.
하지만 1993년 ~ 94년 시즌에서 올라주원은 자신이 로키츠를 처음이자 마지막인 NBA 선수권으로 이끄는 동안 리그와 NBA 결승전 둘 다의 MVP 상을 수상할 때 성취의 정상을 달성하였다.  화려한 정규 시즌에 이어 로키츠의 센터는 또한 자신의 2연속 "올해의 NBA 방어적 선수" 상을 수상하였다.
로키츠는 패트릭 유잉이 이끄는 뉴욕 닉스를 꺾은 엄한 7개의 경기 후에 타이틀을 우승하였다.  자신이 경기의 말기에서 존 스탁스의 가능한 경기를 동점 매긴 3포인트 슛을 블록 할 때 센터의 방어적 용맹은 6번째 경기에서 시리즈를 우승하는 데 닉스의 시도에 종말을 놓았다.  10년의 베테랑은 결승전에서 단순하게 찬란하여 한 경기에 29.1 포인트, 9.1 리바운드와 3.86 블록을 공헌하였다.
1994년 ~ 95년 시즌에서 올라주원을 한 경기에 10.8 리바운드와 더불어 한 경기에 경력 최고의 27.8 포인트를 가졌다.  올라주원의 인상적 상연에 불구하고 리그의 MVP 상은 샌안토니오 스퍼스를 NBA 최고 기록으로 이끈 데이비드 로빈슨에게 갔다.  올라주원은 또한 시즌 초기에 자신이 캘빈 머피를 통과할 때 로키츠의 사상지도적 득점자가 되기도 하였다.  2월에 올라주원은 포워드 오티스 소프를 위한 거래에서 트레일블레이저스에서 온 대학 동료 선수 드렉슬러와 다시 합쳤다.
드렉슬러의 출석을 조절하는 동안 로키츠는 울퉁불퉁한 유행을 문 닫고 서부 컨퍼런스에 플레이오프들로 들어갔다.  그러나 드렉슬러는 플레이오프들에서 엄청났고, 올라주원은 로키츠가 그 2연속 타이틀을 사로잡으면서 포스트 시즌에서 한 경기에 33.0 포인트, .531의 필드 슈팅, 10.3 리바운드, 4.5 어시스트, 1.2 스틸과 2.81 블록을 평균하였다.  스퍼스를 상대로 서부 컨퍼런스 결승전에서 올라주원은 로빈슨의 25.5에 35.3 포인트를 평균하였다.
결승전에서 로키츠는 올랜도 매직과 리그의 거대한 젊은 센터 샤킬 오닐을 향하였다.  올라주원이 오닐의 28.0 포인트에 32.8 포인트, 11.5 리바운드와 5.5 어시스트를 평균하면서 2명의 거구는 비슷한 수를 가졌따.  그러나 로키츠가 시리즈를 휩쓸고 연속적인 타이틀을 우승하는 데 팀을 5번째 NBA 프랜차이즈로 만들었다.  올라주원은 자신의 2연속 NBA 결승전 MVP 상을 수상하였다.
올라주원은 자신의 이슬람교 신앙이 자신의 정력을 거대한 경력으로 성원하였다고 믿는다.  NBA 시즌 동안 그는 이슬람교의 라마단을 지켰다.
탁월한 헌심과 상연은 조던, 버드, 매직 존슨과 아이제이아 토머스를 포함한 최근의 역사에서 거대한 우승 선수들과 더불어 그에게 진술을 주었다.

### 최종 경력
2개의 챔피언십을 우승한 후, 올라주원은 다음의 2개의 시즌에 자신의 상연적 활약을 유지하였다.  하지만 팀은 1996년 서부 컨퍼런스 결승전에서 슈퍼소닉스에 의하여 휩쓸어졌다.  그리고 로키츠에 활기를 되찾게 한 1996년 ~ 97년 시즌 전에 바클리의 추가와 함께 와도 팀은 서부 컨퍼런스 결승전에서 재즈에게 6개의 경기들을 패하였다.
1997년 ~ 98년 시즌의 시작에 올라주원은 부상들의 이유로 시간을 놓치기 시작하고 그해에 47개 만의 경기들을 활약하였다.  그는 1998년 ~ 99년의 록아웃 시즌 동안 완전한 스케줄로 활약에 복귀하였다.  하지만 그의 상연은 미끄러지고, 로키츠에서 2년 더 만을 활약하여 12.0 포인트와 7.5 리바운드보다 적게 평균하였다.  그는 2001년 ~ 02년 시즌에 토론토 랩터스를 위하여 하나의 시즌을 활약한 후 은퇴하여 자신의 대학 경력과 휴스턴의 도시에서 활약을 포함한 20년을 가로막았다.

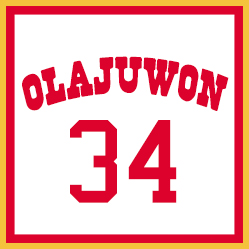
휴스턴 로키츠에 의하여 영구 결번된 올라주원의 등번호 34

## 은퇴 후
도시에서 그의 영향력은 인정되지 않았다.  포인트, 리바운드, 스틸과 블록슛을 포함한 분류들의 다수에서 자신의 은퇴의 당시 로키츠의 사상 지도력 선수는 2002년 11월 9일 영구 결번된 자신의 등번호 34 셔츠를 가졌다.  영구 결번식에서 그것은 2003년 ~ 04년 시즌을 위하여 개박되는 데 예정된 로키츠의 새로운 다운타운 경기장에서 올라주원의 실물 크기의 동상이라고 공고되었다.